# Station Kinbrace
Station Kinbrace (Engels: Kinbrace railway station) is het spoorwegstation van de Schotse plaats Kinbrace. Het station ligt aan de Far North Line en is in 1874 geopend.